# Estill Springs
Estill Springs – miasto w Stanach Zjednoczonych, w stanie Tennessee, w hrabstwie Franklin.